# Coșna
Coșna – wieś w Rumunii, w okręgu Suczawa, w gminie Coșna. W 2011 roku liczyła 507 mieszkańców.